# RADNET (Flugverkehr)
RADNET ist der Name des zivilen Radardatennetzes der Deutschen Flugsicherung. Es integriert die Radargeräte der Flugsicherung und versorgt die Kontrollzentralen mit der Radarbilddarstellung des Flugverkehrs. Für die Datenübermittlung wird das ASTERIX-Protokoll der europäischen Organisation für Flugsicherung EUROCONTROL  genutzt. Innerhalb der Bundeswehr wird das gleiche System eingesetzt und MilRADNET genannt.
Die Einführung wurde notwendig durch die Nutzung des Mode S im Sekundärradar zur drastischen Reduzierung der Abfragen an die Flugzeuge (zur Verringerung gegenseitiger Störungen). Ein Flugzeug wird nur noch ein- oder zweimal zu Beginn der Ortung abgefragt, dann wird dessen Antwort an alle in einem Cluster organisierten Radargeräte übermittelt. Der Transponder des Flugzeuges antwortet nicht mehr an die Sekundärradarabfragen von den in diesem Cluster vereinten Radargeräte.
Werden Ziele durch mehrere Radargeräte erfasst, so wird durch das System ein einzelnes Zielzeichen korreliert. Ungenauigkeiten in der Ermittlung der Positionen durch Nichtlinearitäten in der Antennenumdrehung sowie Entfernungsdifferenzen durch nichtgleichzeitiges Orten oder unterschiedliche Algorithmen bei der Umrechnung der Schrägentfernung in eine geografische Entfernung werden statistisch ausgeglichen.